# مادیارآتاد
مادیارآتاد (به مجاری:  Magyaratád) یک منطقهٔ مسکونی در مجارستان است که در ناحیه کاپوشوار واقع شده‌است. مادیارآتاد ۱۸٫۸۲ کیلومتر مربع مساحت و ۷۵۸ نفر جمعیت دارد.